# Krummhörn
Krummhörn è un comune di 11 854 abitanti della Bassa Sassonia, in Germania. È situato sull'estuario del fiume Ems a circa 15 km da Norden.
Appartiene al circondario (Landkreis) di Aurich (targa AUR).
Nel 1972 ha inglobato il territorio dei dissolti comuni di Campen, Canum, Eilsum, Freepsum, Greetsiel, Grimersum, Groothusen, Hamswehrum, Jennelt, Loquard, Manslagt, Pewsum, Pilsum, Rysum, Upleward, Uttum, Visquard, Woltzeten, Woquard.